# Comuna Partîzanî, Kirovske
Partîzanî (în ucraineană Партизани) este o comună în raionul Kirovske, Republica Autonomă Crimeea, Ucraina, formată din satele Partîzanî (reședința) și Spasivka.

## Demografie
Componența lingvistică a comunei Partîzanî
     Rusă (68,2%)
     Tătară crimeeană (19,49%)
     Ucraineană (11,04%)
     Alte limbi (0,65%)
Conform recensământului din 2001, majoritatea populației comunei Partîzanî era vorbitoare de rusă (68,2%), existând în minoritate și vorbitori de tătară crimeeană (19,49%) și ucraineană (11,04%).